# Réflexion (chanson)
Reflection
Pour les articles homonymes, voir Réflexion.
Pistes de Mulan (en)
Honor to Us All (en) I'll Make a Man Out of You
Réflexion (ou Qui je suis vraiment, Reflet en québécois et Reflection en version originale) est une chanson écrite et produite par Matthew Wilder et David Zippel pour la bande originale du film d'animation de Disney Mulan sorti en 1998. Dans le film, la chanson est interprétée par la chanteuse et actrice philippine Lea Salonga, lauréate d'un Tony Award, dans le rôle de Mulan.
Une version de la chanson a été enregistrée par la chanteuse américaine Christina Aguilera et est devenue son premier single. Elle avait 17 ans au moment de sa sortie. Le succès commercial du single a financé le premier album de la chanteuse chez RCA.

## Dans le filmMulan
Dans le film d'animation Mulan, la chanson est interprétée par la chanteuse et actrice philippine Lea Salonga qui tient le rôle du personnage principal Mulan. Le titre, qui dure 2:27 a été écrit et produit par Matthew Wilder et David Zippel.
La chanson est interprétée après le retour de Mulan à la maison après une tentative humiliante et infructueuse d'impressionner son entremetteur. Le contenu lyrique exprime ce que Mulan ressent de vouloir montrer au monde qui elle est vraiment au lieu de prétendre être qui elle n'est pas, mais craint de décevoir sa famille en le faisant. Cette scène se déroule chez Mulan dans ses jardins environnants et se termine dans son temple familial, où elle se démaquille pour révéler sa véritable apparence.
La version française diffusée dans le film a été adaptée par Luc Aulivier et est interprétée par Marie Galey. Une autre adaptation en français a été enregistrée par la chanteuse belge Mélanie Cohl. Celle-ci est sortie en single en 1998 et est entrée dans les classements des meilleures ventes. La version québécoise est interprétée par Martine Chevrier.

## Single de Christina Aguilera
Singles de Christina Aguilera
Genie in a Bottle
(1999)
Christina Aguilera a approché le label RCA, alors en difficulté financière, qui lui a conseillé de contacter Disney. Dans le cadre des recherches, on lui a demandé de chanter la note la plus élevée requise pour le titre. Aguilera a passé des heures à enregistrer une reprise de Run to You de Whitney Houston, qui comprenait la note qu'on lui demandait d'atteindre. Après avoir réussi à enregistrer la note, qu'elle a appelée « la note qui a changé ma vie », elle a eu l'occasion d'enregistrer la chanson. À la suite du succès de l'enregistrement de Reflection, RCA a souhaité qu'Aguilera enregistre et publie un album avec eux rapidement (dès septembre 1998) pour profiter du « battage médiatique » qui l'entourait à cette époque. L'album Christina Aguilera est sorti en janvier 1999 avec la chanson Reflection parmi les titres.
Servant de premier single, la version d'Aguilera a été diffusée à la radio à partir du 15 juin 1998.
La version d'Aguilera a été redoublée dans un certain nombre de langues pour figurer dans leurs bandes sonores étrangères respectives sorties en 1998. En 2000, Aguilera elle-même a réenregistré une version en espagnol intitulée Mi Reflejo qui a été adaptée de Rudy Pérez pour son album Mi Reflejo.
Le 27 février 2020, Aguilera a annoncé qu'elle avait enregistré une nouvelle version de la chanson pour la bande originale de la version 2020 du film Mulan. Le compositeur de film Harry Gregson-Williams a fourni l'orchestration pour la version réenregistrée et le réalisateur Niki Caro a mis en scène le clip vidéo.
Plus tard cette année-là, Coco Lee a également annoncé qu'elle allait réenregistrer la version mandarin de la chanson pour le générique de fin, comme elle l'avait déjà fait en 1998,. Le 8 mars 2020, la version en mandarin de Coco Lee était également reprise par l'acteur Liu Yifei pour la bande originale du film live-action, tandis qu'une toute nouvelle version japonaise et coréenne a été enregistrée par les chanteurs Minami Kizuki et Lee Su-hyun,.

## Single de Mélanie Cohl
Singles de Mélanie Cohl
Dis oui
(1998) Pardonnez-moi
(1998)
En Europe francophone, Mélanie Cohl est retenue en août 1998 par les studios Disney pour interpréter la bande originale du long métrage Mulan. La chanteuse, qui vient de représenter la Belgique au Concours Eurovision de la chanson 1998, présente certaines caractéristiques en commun avec l'héroïne du film selon Art De Maesschaelck, le manager de Walt Disney Records Benelux. « Mulan est une petite fille courageuse qui n'a pas peur de se battre. Comme elle, Mélanie s'est très bien battue à l'Eurovision et elle bénéficiait d'une bonne image au départ, au nord comme au sud du pays. Il n'y aura donc pas de version néerlandophone. La bonne nouvelle, c'est que la France a aimé le travail de Philippe et Mélanie avec, comme conséquence, une sortie française. »
Qui je suis vraiment est l'adaptation française par Philippe Swan du titre Reflection de Lea Salonga. La maison de disques lui a fait écouter la version de Christina Aguilera. Qui je suis vraiment est diffusée dans les cinémas de France, Belgique et Pays-Bas.
Elle fait la promotion entre autres sur TF1 dans l'émission de Noël de Jean-Pierre Foucault.
Entre décembre 1998 et mars 1999, le titre atteint la 15e place du classement belge francophone et la 77e place en France,.